# カーター・ゴードン
カーター・ゴードン（Carter Gordon、2001年1月29日 - ）は、ナショナルラグビーリーグゴールドコースト・ティタンズに所属するラグビーリーグ、ラグビー選手。

## プロフィール
- オーストラリア・ナンボー出身[1]。
- ポジションはスタンドオフ(SO)。
- 身長 189cm、体重 93kg
- U18オーストラリア代表に選ばれたことがある。
- オーストラリア代表キャップは8（2024年2月現在）でワールドカップ2023のオーストラリア代表に選ばれた[2]。

## 略歴
クイーンズランド・カントリーを経て、2020年、レベルズに加入。
2025年シーズンからゴールドコースト・ティタンズに加入でラグビーリーグ選手へ転向予定。